# Вейвленд (Індіана)
Вейвленд (англ. Waveland) — місто (англ. town) в США, в окрузі Монтгомері штату Індіана. Населення — 427 осіб (2020).

## Географія
Вейвленд розташований за координатами 39°52′38″ пн. ш. 87°2′44″ зх. д. / 39.87722° пн. ш. 87.04556° зх. д. (39.877292, -87.045481).  За даними Бюро перепису населення США в 2010 році місто мало площу 0,82 км², уся площа — суходіл.

## Демографія
Згідно з переписом 2010 року, у місті мешкало 420 осіб у 169 домогосподарствах у складі 118 родин. Густота населення становила 509 осіб/км².  Було 202 помешкання (245/км²).
Расовий склад населення:
| - 98,1 % — білих - 0,2 % — корінних американців |

До двох чи більше рас належало 1,7 %. Частка іспаномовних становила 2,6 % від усіх жителів.
За віковим діапазоном населення розподілялося таким чином: 27,1 % — особи молодші 18 років, 53,6 % — особи у віці 18—64 років, 19,3 % — особи у віці 65 років та старші. Медіана віку мешканця становила 36,8 року. На 100 осіб жіночої статі у місті припадало 92,7 чоловіків;  на 100 жінок у віці від 18 років та старших — 90,1 чоловіків також старших 18 років.
Середній дохід на одне домашнє господарство  становив 53 136 доларів США (медіана — 45 250), а середній дохід на одну сім'ю — 61 930 доларів (медіана — 52 083). Медіана доходів становила 41 250 доларів для чоловіків та 36 118 доларів для жінок. За межею бідності перебувало 20,2 % осіб, у тому числі 34,4 % дітей у віці до 18 років та 3,2 % осіб у віці 65 років та старших.
Цивільне працевлаштоване населення становило 142 особи. Основні галузі зайнятості: виробництво — 34,5 %, роздрібна торгівля — 13,4 %, освіта, охорона здоров'я та соціальна допомога — 12,0 %.